# 베라트 짐시티
베라트 리드반 짐시티(알바니아어: Berat Ridvan Gjimshiti, 1993년 2월 19일 ~ )는 스위스 출생 알바니아의 축구 선수로 현재 이탈리아 세리에 A의 아탈란타 BC에서 센터백으로 활약 중이며 알바니아 국가대표팀의 주장을 맡고 있다.

## 구단 경력

### 초기 경력
짐시티는 스위스 취리히에서 세르비아 출신 알바니아인 부모의 아들로 태어났다. 그는 FC 취리히아폴테른에서 청소년 경력을 시작하여 2007년까지 머물렀고, 14세에 FC 취리히 아카데미로 옮겼다.

### 취리히
짐시티는 스위스 슈퍼리그 2011-12 시즌에 처음으로 1군에 차출되었고, 2011년 4월 19일에 열린 영 보이스와의 경기에서 벤치를 지켰다. 그는 또한 2011년 8월 17일에 열린 바이에른 뮌헨과의 2011-12년 UEFA 챔피언스리그 플레이오프 경기에 국가대표팀 일원으로 참가했다. 그는 2012년 3월 3일에 시옹을 상대로 프로 데뷔 전을 치렀고, 84분에 교체로 들어가 0-1로 패한 하인츠 바르메틀러와 교체되었다. 그는 2012년 5월 20일에 열린 그라스호퍼와의 경기에서 취리히에서 첫 골을 넣었고, 선발로 출전하여 75분에 득점하여 팀의 원정 경기를 0-1로 이겼다. 이 경기는 그가 한 시즌 내내 치른 유일한 경기였다.
짐시티는 2012-13년 시즌에 주전이 되었다.

### 아탈란타
2016년 1월 18일, 짐시티는 세리에 A의 아탈란타와 3년 반의 계약을 맺었고, 2015-16 시즌 후반기에 등번호 55번을 받았다. 그는 2016년 5월 3일 나폴리와의 경기에서 2-1로 패하며 데뷔했다.

#### 아벨리노로의 임대
2016년 8월 31일, 짐시티는 더 많은 출전 시간을 얻기 위해 세리에 B의 아벨리노로 임대되었다.

#### 베네벤토로의 임대
2017년 7월 8일, 짐시티는 새로운 승격 세리에 A의 베네벤토로 시즌이 끝날 때까지 임대 이적하였다.

#### 아탈란타로의 복귀
짐시티는 2018-19년 시즌을 앞두고 아탈란타로 돌아와 8월 20일, 프로시노네와의 경기에서 첫 경기를 치렀다. 11월 11일에는 아탈란타에서 첫 골을 넣었고, 4-1로 승리한 인테르나치오날레 밀라노와의 홈 경기에서 팀의 세 번째 골을 넣으며 원정 6연승 행진을 마감했다. 두 차례의 임대 생활을 마치고 돌아온 짐시티는 잔 피에로 가스페리니 감독 체제에서 주전 수비수로 자리매김했다.

## 국가대표팀 경력

### 알바니아
2014년 9월, 스위스 언론은 짐시티가 곧 알바니아로부터 소집을 받을 것이라고 보도했다. 이 소식은 짐시티 자신에 의해 확인되었으며, 그는 알바니아 감독인 잔니 데 비아시로부터 연락을 받았다고 설명했다. 2014년 9월, 그는 코소보도 거부하여 그가 알바니아를 위해 뛰고 있음을 알렸다. 2014년 9월 20일, 그에게 알바니아 시민권을 주기 위한 절차가 시작되었다. 그는 2015년 7월 15일, 알바니아의 대통령 부야르 니샤니와 스위스 클럽 바젤의 쌍둥이 형제인 알비안 아예티, 아도니스 아예티와 함께 알바니아 시민권을 받았다.  2015년 7월 짐시티는 알바니아 국가대표팀으로 합류해 뛰기로 결정했음을 분명히 확인했다. 2015년 8월 27일, 스위스 청소년 국가대표에서 알바니아 국가대표로 전향한 두 명의 알바니아계 선수들 중 짐시티는 FIFA로부터 아를린드 아예티와 나세르 알리히는 FIFA의 승인을 받았고, 이로 인해 알바니아는 UEFA 유로 2016 예선과 같은 경쟁 경기에도 출전할 수 있게 되었다.

## 사생활
짐시티는 2012년부터 몬테네그로 출신 모델 알리사 멘코비치와 인연을 맺고 있다.